# 涧河街道 (太原市)
涧河街道，是中华人民共和国山西省太原市杏花岭区下辖的一个乡镇级行政单位。

## 行政区划
涧河街道下辖以下地区：
同乐苑社区、长沟社区、东岗社区、七府园社区、锦绣苑社区、柏杨树社区、同煦苑社区、新店社区、迎春苑社区、柏桦苑社区、涧河社区、花南社区、耐火西巷社区和东山社区。